# Dodonaea falcata
Dodonaea falcata J.G.West  är en kinesträdsväxt.
Dodonaea falcata ingår i släktet Dodonaea och familjen kinesträdsväxter. 
Inga underarter finns listade i Catalogue of Life.

## Beskrivning
Dodonaea falcata är en buske.
Bladen smala och 25 — 50 cm långa. Blommorna är små och oansenliga. Växten är tvåbyggare. Blommorna saknar nektar och har därmed ingen attraktionskraft på pollinerande insekter. Befruktningen ske därför med hjälp av vinden som sprider frömjölet. Opollinerade honblommor ger sterila frön.
Frukterna, som ju naturligen finns endast på honplantorna, är platta, vackert färgade kapslar med ca 10 mm diameter.

## Habitat

New South Wales

Queensland

New South Wales, Queensland

## Biotop
Dodonaea falcata behöver väldränerad mark, soligt eller halvskuggig plats. Den klarar måttlig frost. Förökning säkrast med sticklingar så man är säker på att få både hanbuskar och honbuskar. Med frösådd är det slumpartat vilka kön det resulterar i.

## Etymologi
- Familjenamnet Sapindaceae härleds från bladens innehåll av saponin; av latin sapo = tvål. (Saponin i vattenlösning skummar som tvål-lödder. Jämför svenska ordet såpa.)
- Släktnamnet Dodonaea till ära av den flamländske botanikern Rembert Dodoens. Namngivare var Philip Miller.
- Artepitetet falcata härleds från latin falcatus = lieformig eller falcis = skära med syftning bladens form.
- Trivialnamnet Hop bush därför att blomman liknar humle, Humulus lupulus. (Hop är det engelska namnet på humle.)